# Отворено првенство Катара за мушкарце 2005.
Отворено првенство Катара за мушкарце 2005 (познат и под називом Qatar ExxonMobil Open 2005) је био тениски турнир који је припадао АТП Интернационалној серији у сезони 2005. То је било тринаесто издање турнира који се одржао на тениском комплексу у Дохи у Катару од 3. јануара 2005. — 10. јануара 2005. на тврдој подлози.

## Носиоци
| Држава | Играч             | Позиција1 | Носилац |
| ------ | ----------------- | --------- | ------- |
| ШВА    | Роџер Федерер     | 1         | 1       |
| АРГ    | Гастон Гаудио     | 10        | 2       |
| ФРА    | Себастијан Грожан | 15        | 3       |
| РУС    | Михаил Јужни      | 16        | 4       |
| РУМ    | Андреј Павел      | 18        | 5       |
| ХРВ    | Иван Љубичић      | 22        | 6       |
| ШПА    | Фелисијано Лопез  | 25        | 7       |
| РУС    | Николај Давиденко | 28        | 8       |

- 1 Позиције од 27. децембра 2004.[1]

### Други учесници
Следећи играчи су добили специјалну позивницу за учешће у појединачној конкуренцији:
- Марк Лопез
- Гаел Монфис
- Мохамед Абдала

Следећи играчи су ушли на турнир кроз квалификације:
- Урош Вико
- Станислас Вавринка
- Сергиј Стаховски
- Марко Кјудинели

## Носиоци у конкуренцији парова
| Држава | Играч            | Држава | Играч          | Носиоци |
| ------ | ---------------- | ------ | -------------- | ------- |
| ЧЕШ    | Цирил Сук        | ЧЕШ    | Павел Визнер   | 1       |
| ФРА    | Никола Маи       | ФРА    | Фабрис Санторо | 2       |
| ЧЕШ    | Мартин Дам       | САД    | Џаред Палмер   | 3       |
| ЧЕШ    | Франтишек Чермак | ЧЕШ    | Леош Фридл     | 4       |

### Други учесници
Следећи играчи су добили специјалну позивницу за учешће у конкуренцији парова:
- Себастијан Грожан/ Гаел Монфис
- Мохамед Гариб/ Амир Ибрахим

## Шампиони

### Појединачно
Роџер Федерер је победио  Ивана Љубичића са 6:3, 6:1.
- Федереру је то била прва (од 11) титула те сезоне и 22-га у каријери.

### Парови
Алберт Коста /  Рафаел Надал су победили  Андреја Павела /  Михаила Јужног са 6:3, 4:6, 6:3.
- Кости је то била једина титула те сезоне и једина у каријери.
- Надалу је то била једина титуле те сезоне и трећа у каријери.